# Asyndeton
Een asyndeton is een stijlfiguur waarbij woorden, zinsdelen of zinnen zonder voegwoorden naast elkaar worden geplaatst.
Het kan gebruikt worden om een tegenstelling aan te scherpen. Indien het woord "maar" ontbreekt, spreekt men van een "adversatief asyndeton", zoals het eerste voorbeeld hieronder. Indien het woord "en" ontbreekt, spreekt men van een "copulatief asyndeton", zoals het tweede voorbeeld hieronder. Indien het woord "want" ontbreekt, spreekt men van een "explicatief asyndeton", zoals het vierde voorbeeld hieronder. Als juist te veel voegwoorden worden gebruikt, spreekt men van een polysyndeton.

## Voorbeelden
- Niet de regering, de oppositie is laks.
- Deze verschillen onder elkaar in taal, instellingen, wetten.[2]
- Wat moet ik met de vis doen, bakken, grillen, braden?
- Hij wilde niet te laat komen, hij was al vaker te laat gekomen.
- Martin Luther King gebruikte asyndeton in zijn "Ik heb een droom"-taal.[3]

Asyndeta (Grieks meervoud) komen met name veel voor in isolerende talen en betreffen dan met name werkwoordsvormen.